# Горст Рендтель
Горст Рендтель (нім. Horst Rendtel; 27 листопада 1916, Ліхен — 19 січня 1944, Атлантичний океан) — німецький офіцер-підводник, капітан-лейтенант крігсмаріне.

## Біографія
3 квітня 1936 року вступив на флот. З квітня 1938 року — офіцер-передавач команд і ад'ютант на легкому крейсері «Кельн». З листопада 1939 року — кадетський офіцер на навчальному кораблі «Шлезвіг-Гольштейн». З квітня 1940 року — офіцер групи військово-морського училища в Мюрвіку. З серпня 1940 року служив у службі ВМС в Кале. З жовтня 1940 по березень 1941 року пройшов курс підводника. З березня 1941 року — 1-й вахтовий офіцер на підводному човні U-202, з листопада 1941 року — на U-555. З 5 лютого по серпень 1942 року — командир U-555, з 24 вересня 1942 року — U-641, на якому здійснив 4 походи (разом 208 днів у морі). 19 січня 1944 року U-641 був потоплений в Північній Атлантиці південно-західніше Ірландії (50°25′ пн. ш. 18°49′ зх. д.) глибинними бомбами британського корвета «Вайолет». Всі 50 членів екіпажу загинули.

## Звання
- Кандидат в офіцери (3 квітня 1936)
- Морський кадет (10 вересня 1936)
- Фенріх-цур-зее (1 травня 1937)
- Оберфенріх-цур-зее (1 липня 1938)
- Лейтенант-цур-зее (1 жовтня 1938)
- Оберлейтенант-цур-зее (1 жовтня 1940)
- Капітан-лейтенант (1 лютого 1943)